# Kapitan Stoupino
Le Kapitan Stoupino est un club de hockey sur glace de Stoupino en Russie. Il évolue dans la Vyschaïa Liga, le second échelon russe.

## Historique
Le club est créé en 1951 sous le nom de Troud Stoupino. En 1999, il devient le Kapitan Stoupino.

## Palmarès
- Aucun titre.